# Culicoides cameroni
Culicoides cameroni är en tvåvingeart som beskrevs av Campbell och Pelham-clinton 1960. Culicoides cameroni ingår i släktet Culicoides och familjen svidknott. Inga underarter finns listade i Catalogue of Life.